# Tulare
Tulare ist eine Stadt im Tulare County im US-Bundesstaat Kalifornien. Das U.S. Census Bureau hat bei der Volkszählung 2020 eine Einwohnerzahl von 68.875 ermittelt.

## Bevölkerung
Nach der Volkszählung von 2000 bestand die Bevölkerung aus 43.994 Personen, 13.543 Haushalten und 10.753 Familien. Die Bevölkerungsdichte betrug 1.023 Einw./km² .
Die Bevölkerung bestand aus 56,38 % Weißen, 5,02 % Afroamerikanern, 1,40 % Indianern und 2,02 % Asiaten. 45,59 % der Bevölkerung sind Latinos bzw. Latinos gemischter Herkunft.
Von den 13.543 Haushalten haben 46,3 % Kinder unter 18. 55,9 % sind Ehepaare, 17,1 % alleinerziehende Frauen, 20,6 % Single-Haushalte.
34,6 % der Bevölkerung ist unter 18, 10,5 % zwischen 18 und 24, 28,7 % zwischen 25 und 44, 16,8 % zwischen 45 und 64, und 9,4 % sind 65 und älter. Das Durchschnittsalter ist 28 Jahre.
Das Durchschnittseinkommen pro Haushalt ist 33.637 $, und das Durchschnittseinkommen pro Familie 36.935 $. Das Durchschnittseinkommen der Männer beträgt 31.467 $, das der Frauen 23.775 $.
Das Durchschnittseinkommen pro Einwohner beträgt 13.655 $. 20,7 % der Bevölkerung bzw. 16,9 % der Familien leben unterhalb der Armutsgrenze.
27,1 % der Bevölkerung unterhalb der Armutsgrenze sind jünger als 18, 14,0 % sind 65 und älter.

## Tulare Farm Show
Weltweit bekannt ist Tulare für die alljährlich stattfindende World AG Expo, die weltweit größte Landwirtschaftsmesse. 2007 fand sie bereits zum 40. Mal statt. Mehr als 100.000 Besucher aus über 60 Ländern kommen zu dem dreitägigen Ereignis.

## Söhne und Töchter der Stadt
- Richard Hovannisian (1932–2023), Historiker
- Bob Mathias (1930–2006), Leichtathlet und Politiker
- Roger Nixon (1921–2009), Komponist und Musikpädagoge
- Brian Poth (* 1975), Schauspieler
- James Stallworth (* 1971), Weitspringer
- Bob Veith (1926–2006), Autorennfahrer

## Tularämie
Die Tularämie, eine häufig tödlich verlaufende ansteckende Erkrankung bei frei lebenden Nagetieren, ist von dem US-amerikanischen Arzt Edward Francis nach dem kalifornischen Ort Tulare benannt worden, da zu Beginn des 20. Jahrhunderts die Erkrankung zum ersten Mal in der Region Tulare entdeckt worden ist. Die Tularämie wird durch das Bakterium Francisella tularensis ausgelöst und kann auf den Menschen übertragen werden.